# Mixquiahuala
Esta página se refiere a una localidad. Para el municipio homónimo véase Municipio de Mixquiahuala de Juárez
Mixquiahuala es una localidad, cabecera del municipio de Mixquiahuala de Juárez en el estado de Hidalgo en México.

## Historia

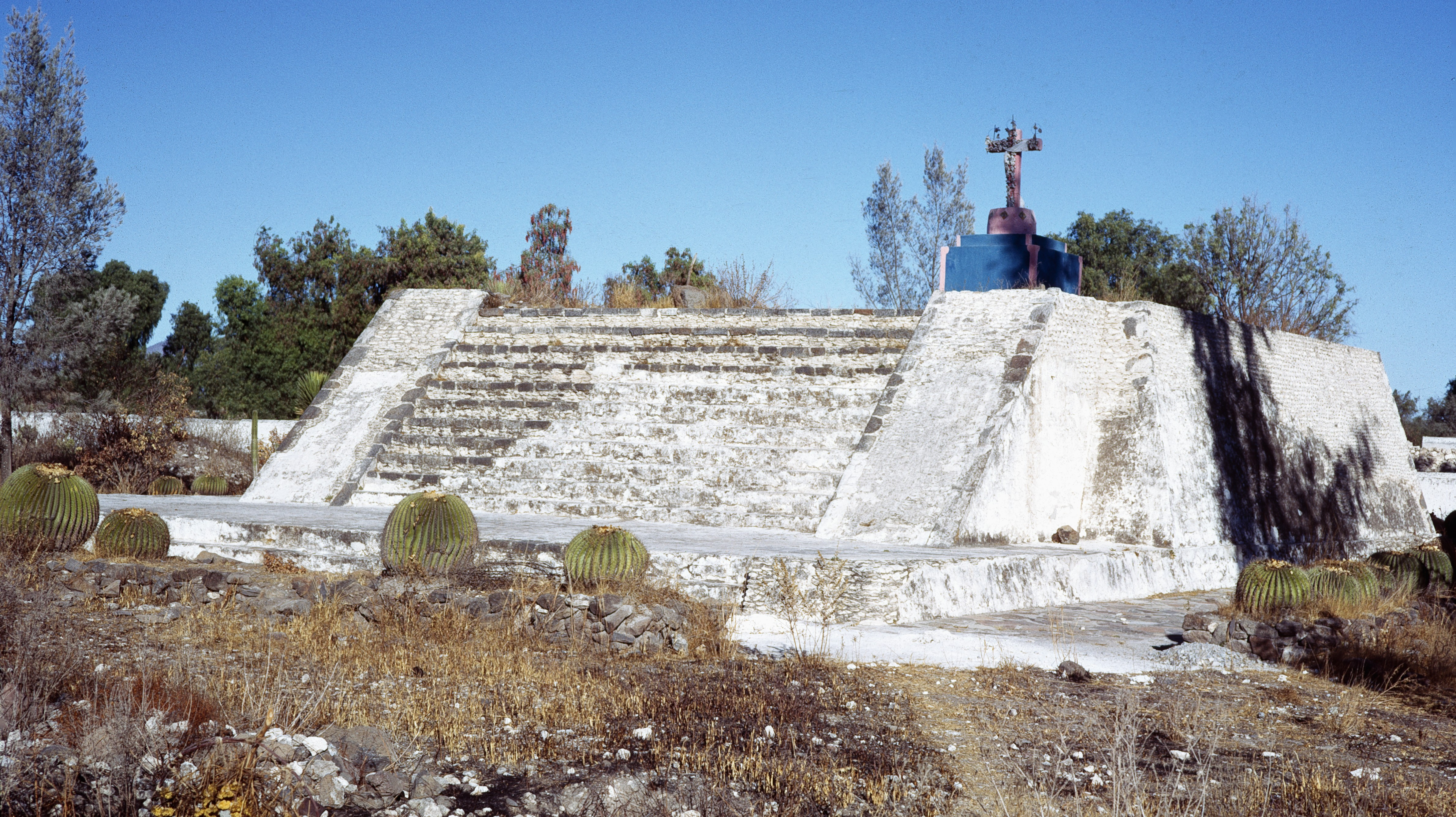
Pirámide de Taxhuada.

Existen vestigios de la cultura azteca, Mixquiahuala pasó a ser tributario de Tenochtitlán y estaba obligado a contribuir con mantas, flechas de obsidiana, maíz, chile, bledos y otros comestibles. En los tiempos de la conquista española, no hay datos de que el pueblo haya intervenido o no en las guerras que tuvieron lugar. Según los títulos de 1546, el territorio ocupado por Mixquiahuala quedó dividió en dos partes: una le correspondió al Rey y a María Carral; y la otra, al heredero de Pablo Retamales. 
La evangelización de Mixquiahuala corrió a cargo de los frailes franciscanos, que en el año de 1539 se habían establecido en la vecina ciudad de Tula de Allende. Durante la conquista, Mixquiahuala perteneció a la provincia de México y sus encomendados fueron Pedro Rodríguez de Escobar y Andrés Barrios, quienes denominaron esta región de Ixmiquilpan.
Desde 1546 Mixquiahuala obtuvo posesión y título de seis pueblos denominados Santa María Texalco, cuyo significado es "Promontorio de Tierra y Piedra"; Malacaltepec, "Cerro Redondo"; Chichiltepétl "Cerro Colorado" y Tlitepec, "Cerro Negro de Añil". El 14 de junio de 1865 el ejército francés llegó a Mixquiahuala de Juárez y le pidió al presidente municipal, Manuel Gálvez, que solicitase una tregua para informar a la población, la cual, siguiendo el ejemplo de Juárez, se negó a reconocer al Imperio a costa de las consecuencias, ya que el ejército francés amenazó con quemar el pueblo.

## Demografía
De acuerdo con el Censo de Población y Vivienda 2020 del INEGI; la ciudad tiene una población de 27 713 habitantes, lo que representa el 58.69 % de la población municipal. De los cuales 13 152 son hombres y 14 561 son mujeres; con una relación de 90.32 hombres por 100 mujeres.
Las personas que hablan alguna lengua indígena, es de 213 personas, alrededor del 0.77 % de la población de la ciudad. En la ciudad hay 371 personas que se consideran afromexicanos o afrodescendientes, alrededor del 1.34 % de la población de la ciudad.
De acuerdo con datos del censo INEGI 2020, unas 22 312 declaran practicar la religión católica; unas 2501 personas declararon profesar una religión protestante o cristiano evangélico; 256 personas declararon otra religión; y unas 2630 personas que declararon no estar adscritas en una religión pero ser creyentes.
| Gráfica de evolución demográfica de Mixquiahuala entre 1900 y 2020                           |
|                                                                                              |
| Población de los censos y conteos del Instituto Nacional de Estadística y Geografía (INEGI). |

## Geografía
Se encuentra en la región geográfica del Valle del Mezquital; a la localidad le corresponden las coordenadas geográficas 20°13′47″ de latitud norte y 99°12′52″ de longitud oeste, con una altitud de 1998 m s. n. m. Cuenta con un clima semiseco templado; la temperatura anual promedio es de aproximadamente 17 °C, con respecto a la precipitación anual el nivel promedio observado es de alrededor de los 509 mm.
En cuanto a fisiografía se encuentra dentro de la provincia del Eje Neovolcánico, dentro de la subprovincia de Llanuras y Sierras de Querétaro e Hidalgo; su terreno es de lomerío. En lo que respecta a la hidrografía se encuentra posicionado en la región del Pánuco, dentro de la cuenca del río Moctezuma, en la subcuenca del río Tula.

## Cultura

Parroquia de Santa María de Guadalupe

### Arquitectura
La parroquia de Santa María de Guadalupe, antes conocida como parroquia de San Antonio de Padua, construida en el siglo XVIII, cuenta con elementos barrocos y en su interior destacan dos capillas, la del Santo Entierro y la del Sagrario. La pirámide de Doninja, hoy conocida como pirámide de Taxhuadá, por estar situada sobre el cementerio homónimo. Se trata de un basamento piramidal, levantado sobre una plataforma que mide aproximadamente 50 cm de altura.

### Fiestas

#### Pone bandera-quita bandera
Se realiza en el barrio Los Tigres y el barrio de Taxhuada; de acuerdo a las historias locales tiene su origen en la cultura Tolteca; la tradición está a cargo de los señores mayordomos y se realiza en honor a los dos santos patrones, San Antonio y San Nicolás. Las fiestas comienzan quince días antes del carnaval con una peregrinación de varones a los cerros para la recolección de flor de encino.
La peregrinación empieza en la casa del mayordomo, encabezándola el encargado del estandarte de San Antonio o San Nicolás, un día asiste el primer santo, y al otro día el otro santo.  Los participantes de la peregrinación llegan a Tetepango donde pasan la noche, y al día siguiente continúan hacia el cerro de Ajacuba; terminada la recolección regresan. Las mujeres se encargan de elaborar con la flor recolectada, adornos, reliquias, y rosarios que se utilizaran en la ceremonia. Un grupo de floreros realiza el arco floral que se coloca en la entrada de la ermita.
También contribuyen los shitas personas que invitan a dar una limosna y participar en la fiesta; vestidos de forma estrafalaria, portan dos muñecos que simbolizan la fecundidad y el mal. Estos empiezan el recorrido a lo largo de la comunidad. En el cruce de calles, realizan unos de los ritos de ofrenda, donde despliegan un petate y se postran bocabajo hacia los cuatro puntos cardinales; los otros shitas, sueltan incienso y chicotazos. Al finalizar el día, los shitas, ofrendan lo recolectado y lo dejan en manos del mayordomo en turno.
En cada barrio existe una ermita donde se colocan los santos, lugar donde se lleva a cabo la fiesta pone y quita bandera. En las ermitas se construyen torres triangulares donde se “pone bandera”, la cual debe de ser la del santo contrario que se encuentra en la ermita. Los hombres colocan la bandera y se le coloca el rosario hecho por las floreras.  Las mujeres deben de ponerse el rosario en la mano derecha, no se les permite que les cuelgue como collar.  A los ocho días, se reúnen nuevamente y mediante los últimos ritos se finaliza el “quita bandera”.